# Campeonato Mundial de Ajedrez 1886
El Campeonato Mundial de Ajedrez 1886 fue el primer Campeonato Mundial de Ajedrez. Fue un encuentro entre Wilhelm Steinitz de Austria contra Johannes Zukertort, nacionalizado inglés. El match se jugó en Nueva York, San Luis y Nueva Orleans, todos en Estados Unidos. El primer juego empezó el 20 de enero de 1886. El último juego empezó el 24 de febrero del mismo año, con victoria de Steinitz. Steinitz ganó el match 12½-7½, convirtiéndose en el campeón oficial número 1.

## Antecedentes
Previamente, hubo una serie de Campeonatos Mundiales de Ajedrez "no oficiales" hechos entre los mejores jugadores de ajedrez de la época, pero hablar de un Campeonato Mundial de Ajedrez Oficial no ocurrió hasta el match jugado entre Steinitz y Anderssen en 1866. Steinitz ganó ese match con 8 victorias, 6 derrotas y sin tablas, y aunque no haya mencionado que sea un "Campeonato Mundial" en aquel entonces, después solía decir que su reinado como Campeón databa desde aquel match.
Muchos historiadores consideran a este como el primer campeonato mundial de ajedrez oficial aunque el propio Steitnitz se consideraba campeón del mundo a partir del encuentro en que venció a Adolf Andersen en Londres 1866.
Cuentan que en la cena de clausura del torneo de Londres de 1883 uno de los comensales propuso un brindis: «por el campeón del mundo», a lo que respondieron Steinitz y Zukertort. Las discusiones sobre la legitimidad de tal honor se zanjaron cuando uno de los presentes propuso dilucidar las diferencias con un encuentro por el campeonato del mundo.

## Preparaciones

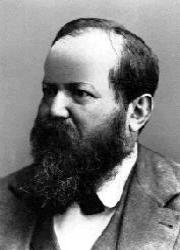
Retador
Wilhelm Steinitz

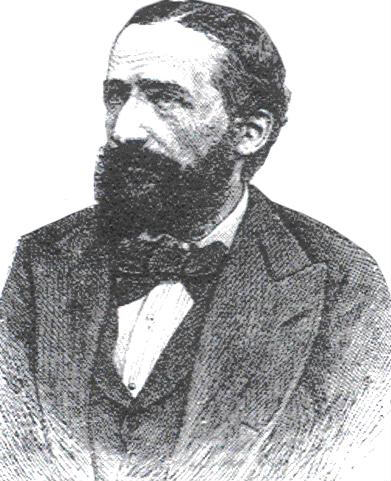
Retador
Johannes Zukertort

En el Torneo de Ajedrez de Londres 1883, un prestigioso torneo de 14 jugadores con el sistema de todos contra todos a dos rondas, Zukertort fue el ganador convincente con 22 puntos de 26 posibles, adelante de Steinitz (con 19 puntos), Blackburne (con 16½ puntos) y Chigorin (con 16 puntos). En muchos aspectos, este evento representó a un Torneo de Candidatos actual, en el cual muchos de los mejores jugadores del mundo tomaran parte y los dos mejores ubicados sellando sus reputaciones como contendientes por el título mundial.
Al año siguiente, Paul Morphy falleció luego de un accidente cerebrovascular mientras se duchaba con agua fría, así que nada impidió la realización del primer Campeonato Mundial de Ajedrez Oficial entre ambos rivales. Ya que había hostilidades entre ellos, las preparaciones del match duraron casi 3 años. El desacuerdo entre ambos de la sede del match fue resuelta cuando Steinitz finalmente persuadió a Zukertort en aceptar a Estados Unidos como sede en lugar de Londres (su nuevo lugar de residencia). Esto ocurrió principalmente por las mejores condiciones ofrecidas por los organizadores americanos. Zukertort recibió 750 dólares para hacer el viaje a través del Océano Atlántico.

## Match
El match sería a partidas ilimitadas, solo acabando cuando un jugador llegue a 10 victorias. Las victorias cuentan como 1 punto, los empates ½ y las derrotas 0. Si el match acabara en un empate 9 a 9, se abandonaría el match sin resultado (y ninguno de los dos siendo campeón). El primer control de tiempo era de 30 jugadas en 2 horas, seguidas de otras 15 jugadas para cada hora que se necesite (aunque Zukertort prefería 40 jugadas en 2 horas). Los juegos empezarían a las 14:00 locales y se extenderían hasta las 18:00. Luego de un descanso de dos horas, se continuará la partida desde las 20:00 hasta las 00:00 horas. Las partidas aplazadas se jugarían los días de descanso. El premio para cada uno era de 2.000 dólares americanos. 
Se jugarán las partidas en Nueva York hasta que uno gane 4 partidas en la Sala Cartier de la Quinta Avenida, luego, se jugarán las partidas en San Luis hasta que uno gane 3 partidas, y luego se jugarán tantas partidas sean necesarias en Nueva Orleans hasta que uno haya ganado 10 partidas.
Una regla aplicada para este torneo establecía que el límite de repeticiones para declarar empate por repetición de jugadas era de 6 veces, no 3. Por primera en la historia del ajedrez, un tablero de demostración de aproximadamente 1 metro cuadrado fue puesta sobre los jugadores, por lo que los espectadores podían seguir el transcurso de la partida mientras permanecían sentados. 
| Jugador            | 1 | 2 | 3 | 4 | 5 | 6 | 7 | 8 | 9 | 10 | 11 | 12 | 13 | 14 | 15 | 16 | 17 | 18 | 19 | 20 | Total (Vic) |
| ------------------ | - | - | - | - | - | - | - | - | - | -- | -- | -- | -- | -- | -- | -- | -- | -- | -- | -- | ----------- |
| Johannes Zukertort | 0 | 1 | 1 | 1 | 1 | 0 | 0 | ½ | 0 | ½  | 0  | 0  | 1  | ½  | ½  | 0  | ½  | 0  | 0  | 0  | 7½ (5)      |
| Wilhelm Steinitz   | 1 | 0 | 0 | 0 | 0 | 1 | 1 | ½ | 1 | ½  | 1  | 1  | 0  | ½  | ½  | 1  | ½  | 1  | 1  | 1  | 12½ (10)    |

### Partida 1: Zukertort-Steinitz, 0-1
|       |    |       |       |       |       |       |       |    |  |
|       | a8 | b8 rd | c8    | d8    | e8 kd | f8    | g8    | h8 |  |
| a7 pd | b7 | c7 bd | d7    | e7    | f7 qd | g7    | h7    |    |  |
| a6    | b6 | c6 pd | d6    | e6    | f6    | g6    | h6    |    |  |
| a5 pl | b5 | c5 pl | d5 pd | e5    | f5    | g5 pd | h5 pd |    |  |
| a4    | b4 | c4    | d4 pl | e4 pd | f4    | g4 bd | h4    |    |  |
| a3    | b3 | c3 bl | d3    | e3 nl | f3    | g3    | h3    |    |  |
| a2    | b2 | c2    | d2 kl | e2 nl | f2 rd | g2 ql | h2    |    |  |
| a1    | b1 | c1    | d1    | e1 rl | f1    | g1    | h1 rl |    |  |
|       |    |       |       |       |       |       |       |    |  |

D10 - Defensa Eslava
1.d4 d5 2.c4 c6 3.e3 Af5 4.Cc3 e6 5.Cf3 Cd7 6.a3 Ad6 7.c5 Ac7 8.b4 e5 9.Ae2 Cgf6 10.Ab2 e4 11.Cd2 h5 12.h3 Cf8 13.a4 Cg6 14.b5 Ch4 15.g3 Cg2+ 16.Rf1 Cxe3+ 17.fxe3 Axg3 18.Rg2 Ac7 19.Dg1 Th6 20.Rf1 Tg6 21.Df2 Dd7 22.bxc6 bxc6 23.Tg1 Axh3+ 24.Re1 Cg4 25.Axg4 Axg4 26.Ce2 De7 27.Cf4 Th6 28.Ac3 g5 29.Ce2 Tf6 30.Dg2 Tf3 31.Cf1 Tb8 32.Rd2 f5 33.a5 f4 34.Th1 Df7 35.Te1 fxe3+ 36.Cxe3 Tf2 37.Dxf2 Dxf2 38.Cxg4 Af4+ 39.Rc2 hxg4 40.Ad2 e3 41.Ac1 Dg2 42.Rc3 Rd7 43.Th7+ Re6 44.Th6+ Rf5 45.Axe3 Axe3 46.Tf1+ Af4 0–1

### Partida 2: Steinitz-Zukertort, 0-1
C47 - Apertura Escocesa
1.e4 e5 2.Cf3 Cc6 3.d4 exd4 4.Cxd4 Cf6 5.Cc3 Ab4 6.Cxc6 bxc6 7.Ad3 d5 8.exd5 cxd5 9.0–0 0–0 10.Ag5 c6 11.Ce2 Ad6 12.Cg3 h6 13.Ad2 Cg4 14.Ae2 Dh4 15.Axg4 Axg4 16.Dc1 Ae2 17.Te1 Aa6 18.Ac3 f5 19.Te6 Tad8 20.Dd2 d4 21.Aa5 Td7 22.Txd6 Txd6 23.Ab4 Df6 24.Td1 Td5 25.Axf8 Dxf8 26.Ch5 De8 27.Cf4 Te5 28.h4 c5 29.h5 Te4 30.c3 Db8 31.g3 De5 32.Cg6?! (Con 32.f3!, el blanco gana un peón y la mejor solución para el negro sería jugar 32...Txf4 33.gxf4) 32...Dd6 33.Cf4 d3 34.b3 c4 35.Tb1 Rh7 36.Rh2 Db6 37.Rg1 Ab7 38.Tb2? (Esto es un error que deja la línea de fondo vulnerable) 38...Dc6 39.f3 Dc5+ 40.Df2 Te1+ 41.Rh2 Dxf2+ 42.Txf2 Axf3 43.g4 Ae2 44.Cg2 d2 45.Ce3 cxb3 46.axb3 Axg4 0–1

### Partida 3: Zukertort-Steinitz, 1-0
D10 - Defensa Eslava
1.d4 d5 2.c4 c6 3.e3 Af5 4.a3 e6 5.c5 a5 6.Db3 Dc7 7.Cc3 Cd7 8.Ca4 Cgf6 9.Ce2 Ae7 10.Cg3 Ag6 11.Ad2 0–0 12.Ae2 Tfb8 13.0–0 b6 14.cxb6 Cxb6 15.Cxb6 Txb6 16.Dc3 Db7 17.Ta2 Cd7 18.Ad1 c5 19.Aa4 c4 20.Dc1 Cf6 21.Ac3 Ad6 22.f3 Db8 23.f4 Ad3 24.Te1 h5 25.h4 Dd8 26.Ad1 g6 27.Dd2 Tbb8 28.Df2 Ae7 29.Af3 Ce4 30.Axe4 dxe4 31.Ch1 Axh4 32.g3 Ae7 33.Dd2 Dd5 34.Cf2 a4 35.Rg2 Tb3 36.Th1 Rg7 37.Taa1 Ad8 38.g4 hxg4 39.Cxg4 Aa5? (Este error arruina el juego extremadamente bien jugado por el juego. Esto hace la fila de fondo vulnerable, que aprovecha Zukertort) 40.Th7+ Rf8 41.Th8+ Rg7 42.Th7+ Rf8 43.Df2 Ad8 44.Ce5 Rg8 45.Tah1 Af6 46.Txf7 Tf8 47.Txf6 1–0

### Partida 4: Steinitz-Zukertort, 0-1
C67 - Apertura Española, Defensa Berlinesa
1.e4 e5 2.Cf3 Cc6 3.Ab5 Cf6 4.0–0 Cxe4 5.Te1 Cd6 6.Cxe5 Cxe5 7.Txe5+ Ae7 8.Af1 0–0 9.d4 Af6 10.Te1 Te8 11.c3 Txe1 12.Dxe1 Cf5 13.Af4 d6 14.Cd2 Ae6 15.Ad3 Ch4 16.Ce4 Cg6 17.Ad2 d5 18.Cc5 Ac8 19.De3 b6 20.Cb3 Dd6 21.De8+ Cf8 22.Te1 Ab7 23.De3 Ce6 24.Df3 Td8 25.Df5 Cf8 26.Af4 Dc6 27.Cd2 Ac8 28.Dh5 g6 29.De2 Ce6 30.Ag3 Db7 31.Cf3 c5 32.dxc5 bxc5 33.Ce5 c4 34.Ab1 Ag7 35.Td1 Ad7 36.Df3 Ae8 37.Cxc4?? dxc4 38.Txd8 Cxd8 39.De2 Ce6 0–1

### Partida 5: Zukertort-Steinitz, 1-0
|       |       |       |       |       |       |       |       |       |  |
|       | a8    | b8    | c8    | d8    | e8 qd | f8    | g8    | h8 kd |  |
| a7 pd | b7 pd | c7 rd | d7    | e7 nd | f7 rd | g7 rl | h7 pd |       |  |
| a6    | b6    | c6    | d6    | e6 pd | f6    | g6    | h6    |       |  |
| a5    | b5 bd | c5    | d5 pd | e5 pl | f5 pd | g5    | h5    |       |  |
| a4    | b4    | c4    | d4 pl | e4    | f4 nl | g4    | h4    |       |  |
| a3    | b3    | c3 bl | d3    | e3 pl | f3    | g3    | h3 pl |       |  |
| a2 pl | b2 pl | c2    | d2    | e2    | f2 ql | g2    | h2 kl |       |  |
| a1    | b1 bl | c1    | d1    | e1    | f1    | g1 rl | h1    |       |  |
|       |       |       |       |       |       |       |       |       |  |

D10 - Defensa Eslava
1.d4 d5 2.c4 c6 3.Cc3 Cf6 4.e3 Af5 5.cxd5 cxd5 6.Db3 Ac8 7.Cf3 Cc6 8.Ce5 e6 9.Ab5 Dc7 10.Ad2 Ad6 11.f4 0–0 12.Tc1 Axe5 13.fxe5 Ce8 14.0–0 f6 15.Ad3 Tf7 16.Dc2 f5 17.Ce2 Ad7 18.Tf2 Tc8 19.Ac3 Db6 20.Dd2 Ce7 21.Tcf1 Ab5 22.Ab1 Da6 23.g4 g6 24.h3 Tc7 25.Te1 Cg7 26.Cf4 Cc8 27.gxf5 gxf5 28.Tg2 Rh8 29.Rh2 Dc6 30.Teg1 Ce7 31.Df2 De8 32.Txg7! 1–0 (Luego de 32...Txg7 33.Txg7 Rxg7 34.Cxe6, el blanco tendrá una pieza más).

### Partida 6: Steinitz-Zukertort, 1-0
C67 - Apertura Española, Defensa Berlinesa
1.e4 e5 2.Cf3 Cc6 3.Ab5 Cf6 4.0–0 Cxe4 5.Te1 Cd6 6.Cxe5 Cxe5 7.Txe5+ Ae7 8.Cc3 0–0 9.Ad3 Af6 10.Te3 g6 11.b3 Te8 12.Df3 Ag5 13.Txe8+ Cxe8 14.Ab2 c6 15.Ce4 Ae7 16.De3 d5 17.Dd4 f6 18.Cg3 Ae6 19.Te1 Cg7 20.h4 Dd7 21.h5 Af7 22.hxg6 Axg6 23.De3 Rf7 24.Df4 Te8 25.Te3 Ce6 26.Dg4 Cf8 27.Cf5 Ac5 28.Ch6+ Rg7 29.Cf5+ Rf7 30.Ch6+ Rg7 31.Cf5+ Rf7 32.Ch6+ Rg7 33.Cf5+ Rf7 34.Ch6+ Rg7 (La regla de empate por triple repetición no estaba forzada, ya que la posición debía repetirse nada más y nada menos que 6 veces para declarar empate) 35.Axg6 Dxg4 36.Cxg4 Txe3 37.fxe3 Rxg6 38.Cxf6 Ab4 39.d3 Ce6 40.Rf2 h5 41.g4 h4 42.Ch5 Ad6 43.Rg2 c5 44.Af6 Cg5 45.Axg5 Rxg5 46.Rh3 Ae5 47.Cf4 d4 48.Ce6+ Rf6 49.exd4 cxd4 50.Cc5 Rg5 51.Cxb7 Rf4 52.Ca5 Af6 53.Cc6 Re3 54.Cxa7 Rd2 55.Cc6 Rxc2 56.a4 Rxd3 57.Cb4+ Re2 58.a5 Ae7 59.Cd5 Rf3 60.Cxe7 d3 61.Cd5 1–0

### Partida 7: Zukertort-Steinitz, 0-1
D40 - Gambito de Dama Declinado, Defensa Semi-Tarrasch
1.d4 d5 2.c4 e6 3.Cc3 Cf6 4.e3 c5 5.Cf3 Cc6 6.a3 dxc4 7.Axc4 cxd4 8.exd4 Ae7 9.0–0 0–0 10.Ae3 10...Ad7 11.Dd3 Tc8 12.Tac1 Da5 13.Aa2 Tfd8 14.Tfe1 (Aquí, 14.Tfd1 se ve más fuerte) 14...Ae8 15.Ab1 g6 16.De2 Af8 17.Ted1 Ag7 18.Aa2 Ce7 19.Dd2 Da6 (Hasta ahora, el blanco ha estado vacilando sin ninguna estrategio en mente. Mientras tanto: Steinitz estaba presionando cada vez más el peón d de las blancas) 20.Ag5 Cf5 21.g4? (Una jugada a la desesperada, que tuvo que haber sido 21.Dc4) 21...Cxd4 (Una combinación que saca a la luz la debilidad del campo blanco.) 22.Cxd4 e5 23.Cd5 Txc1 24.Dxc1 exd4 25.Txd4 Cxd5 26.Txd5 Txd5 27.Axd5 De2 28.h3 h6 29.Ac4 (Si 29.Axh6: Sigue 29...Axh6 30.Dxh6 Dd1+) 29...Df3 30.De3 Dd1+ 31.Rh2 Ac6 32.Ae7 Ae5+ (Una combinación con el objetivo de destruir la ya destrozada ala de rey blanca) 33.f4 Axf4+ 34.Dxf4 Dh1+ 35.Rg3 Dg1+ 0–1 (Aquí: Zukertort se rindió por la siguiente combinación de mate en 10 jugadas: 36.Rh4 De1+ 37.Dg3 Dxe7+ 38.g5 De4+ 39.Dg4 De1+ 40.Dg3 hxg5+ 41.Rxg5 Dxg3+ 42.Rf6 Df4+ 43.Re7 Rg7 44.Rd8 Db8+ 45.Re7 Df8++)

### Partida 8: Steinitz-Zukertort, ½-½
C67 - Apertura Española, Defensa Berlinesa
1.e4 e5 2.Cf3 Cc6 3.Ab5 Cf6 4.0–0 Cxe4 5.Te1 Cd6 6.Cxe5 Ae7 7.Ad3 0–0 8.Dh5 f5 9.Cc3 Cxe5 10.Txe5 g6 11.Df3 c6 12.b3 Cf7 13.Te2 d5 14.Ab2 Af6 15.Tae1 Dd6 16.Te8 Ad7 17.Txa8 Txa8 18.Cd1 Cg5 19.De2 Te8 20.Df1 Axb2 21.Txe8+ Axe8 22.Cxb2 ½–½

### Partida 9: Zukertort-Steinitz, 0-1
|       |       |       |       |       |       |       |       |    |  |
|       | a8    | b8    | c8 rd | d8    | e8    | f8    | g8    | h8 |  |
| a7 pd | b7 pd | c7    | d7    | e7    | f7    | g7 pd | h7 kd |    |  |
| a6    | b6    | c6    | d6    | e6 rl | f6    | g6    | h6 pd |    |  |
| a5    | b5    | c5    | d5    | e5    | f5 pd | g5    | h5    |    |  |
| a4    | b4    | c4    | d4 pl | e4 bd | f4 qd | g4    | h4    |    |  |
| a3    | b3    | c3 ql | d3    | e3    | f3    | g3    | h3    |    |  |
| a2 pl | b2    | c2    | d2 rl | e2    | f2 pl | g2 pl | h2 pl |    |  |
| a1    | b1 rd | c1    | d1 nl | e1    | f1    | g1 kl | h1    |    |  |
|       |       |       |       |       |       |       |       |    |  |

D26 - Gambito de Dama Aceptado
1.d4 d5 2.c4 e6 3.Cc3 Cf6 4.Cf3 dxc4 5.e3 c5 6.Axc4 cxd4 7.exd4 Ae7 8.0–0 0–0 9.De2 Cbd7 10.Ab3 Cb6 11.Af4 Cbd5 12.Ag3 Da5 13.Tac1 Ad7 14.Ce5 Tfd8 15.Df3 Ae8 16.Tfe1 Tac8 17.Ah4 Cxc3 18.bxc3 Dc7 19.Dd3 Cd5 20.Axe7 Dxe7 21.Axd5 Txd5 22.c4 Tdd8 23.Te3 Dd6 24.Td1 f6 25.Th3 h6 26.Cg4 Df4 27.Ce3 Aa4 28.Tf3 Dd6 29.Td2 Ac6 30.Tg3 f5 31.Tg6? (Esta jugada sella la perdición blanca, 31.c5 daba todavía posibilidades al blanco) 31...Ae4 32.Db3 Rh7 33.c5 Txc5 34.Txe6 Tc1+ 35.Cd1 Df4 36.Db2 Tb1 37.Dc3 Tc8! 38.Txe4 Dxe4 0–1

### Partida 10: Steinitz-Zukertort, ½-½
C67 - Apertura Española, Defensa Berlinesa
1.e4 e5 2.Cf3 Cc6 3.Ab5 Cf6 4.0–0 Cxe4 5.Te1 Cd6 6.Cxe5 Ae7 7.Ad3 0–0 8.Cc3 Cxe5 9.Txe5 c6 10.b3 Te8 11.Aa3 Af8 12.Te3 Txe3 13.fxe3 Ce4 14.Axf8 Cxc3 15.Dh5 g6 16.De5 Dxf8 17.Dxc3 Dg7 18.Dxg7+ Rxg7 19.e4 d6 20.Te1 Ad7 21.Rf2 Te8 ½–½

### Partida 11: Zukertort-Steinitz, 0-1
C49 - Apertura de los cuatro caballos, Variante Simétrica
1.e4 e5 2.Cf3 Cc6 3.Cc3 Cf6 4.Ab5 Ab4 5.0–0 0–0 6.Cd5 Cxd5 7.exd5 e4 8.dxc6 exf3 9.Dxf3 dxc6 10.Ad3 Ad6 11.b3 Dg5 12.Ab2 Dxd2 13.Ac1 Da5 14.Af4 Ae6 15.Tae1 Tfe8 16.Te3 Ad5 17.Axh7+ Rxh7 18.Dh5+ Rg8 19.Th3 f6 20.Dh7+? (Aquí, el blanco debió haber jugado 20.Axd6 cxd6 21.c4) 20...Rf7 21.Dh5+ Rf8 22.Dh8+ Rf7 23.Dh5+ Rf8 24.Dh8+ Rf7 25.Dh5+ (La regla de la triple repetición no estaba forzada; véase comentario del juego 6.) 25...Rf8 26.Dh8+ Rf7 27.Dh5+ Rf8 28.Dh8+ Rf7 29.Dh5+ Rf8 30.Dh8+ Rf7 31.Dh5+ Re7 32.Te3+ Rf8 33.Dh8+ Ag8 34.Ah6 Te7 35.Txe7 Rxe7 36.Axg7 Df5 37.Te1+ Rf7 38.Ah6 Dh7 39.Dxh7+ Axh7 40.c4 a5 41.Ae3 c5 42.Td1 a4 0–1

### Partida 12: Steinitz-Zukertort, 1-0
C67 - Apertura Española, Defensa Berlinesa
1.e4 e5 2.Cf3 Cc6 3.Ab5 Cf6 4.0–0 Cxe4 5.Te1 Cd6 6.Cxe5 Ae7 7.Axc6 dxc6 8.De2 Ae6 9.d3 Cf5 10.Cd2 0–0 11.c3 Te8 12.Ce4 Dd5 13.Af4 Tad8 14.d4 Cd6 15.Cc5 Ac8 16.Ccd3 f6 17.Cb4 Db5 18.Dxb5 Cxb5 19.Ced3 Af5 20.a4 Cd6 21.a5 Cb5 22.a6 Axd3 23.Cxd3 b6 24.Te3 Rf7 25.Tae1 Td7 26.Cb4 g5 27.Ag3 f5 28.f4 c5 29.Cc6 cxd4 30.cxd4 Rf8 31.Te5 Cxd4 32.Cxd4 Txd4 33.Txf5+ Rg7 34.fxg5 Ac5 35.Txc5 Txe1+ 36.Axe1 bxc5 37.Ac3 Rg6 38.Axd4 cxd4 39.h4 Rf5 40.Rf2 Re4 41.Re2 c5 42.b3 Re5 43.Rd3 Rf4 44.b4 1–0

### Partida 13: Zukertort-Steinitz, 1-0
D35 Gambito de Dama Declinado, Variante del Cambio
1.d4 d5 2.c4 e6 3.Cc3 Cf6 4.Af4 c5 5.e3 cxd4 6.exd4 dxc4 7.Axc4 Cc6 8.Cf3 Ae7 9.0–0 0–0 10.Te1 Ad7 11.De2 Da5 12.Cb5 a6 13.Ac7 b6 14.Cc3 Tfc8 15.Af4 b5 16.Ab3 Db6 17.Ted1 Ca5 18.Ac2 Cc4 19.Ad3 Cd6 20.Ce5 Ae8 21.Ag5 Dd8 22.Df3 Ta7 23.Dh3 h6 24.Ae3 Tac7 25.d5 b4 26.Ce2 Cxd5 27.Axa6 Ta8 28.Ad3 Af6 29.Ad4 Cb5 30.Cf3 Cxd4 31.Cfxd4 Ta5 32.Df3 Aa4 33.Te1 Ce7 34.De4 g6 35.b3 Ae8 36.Ac4 Cf5 37.Cxe6 fxe6 38.Axe6+ Rg7 39.Tad1 De7 40.Cf4 Te5 41.Db1 Txe1+? (41...Ad7 da más chances de ganar al negro) 42.Txe1 Ac3 43.Cd5 Dc5 44.Cxc7 Dxc7 45.Td1 Cd4 46.Ac4 Ac6 47.Dd3 Aa8 48.De3 Dd6 49.a3 Ac6 50.axb4 Df6 51.Rf1 Cb5 52.De6 Dxe6 53.Axe6 Axb4 54.Ad7 Cc3 55.Td4 Axd7 56.Txd7+ Rf6 57.Td4 Ae7 58.b4 Re5 59.Tc4 Cb5 60.Tc6 Ad6 61.Tb6 Cd4 62.Tb7 g5 63.b5 Rd5 64.b6 Rc6 65.Th7 Rxb6 66.Txh6 Rc7 67.h4! (Estos dos peones pasados dan al blanco una ventaja decisiva) 67...gxh4 68.Txh4 Cf5 69.Th7+ Rd8 70.g4 Ce7 71.Rg2 Re8 72.Rf3 Ac5 73.Th5 Ad4 74.Rg3 Rf7 75.f4 Ac3 76.Tb5 Ae1+ 77.Rf3 Ac3 78.g5 Aa1 79.Rg4 Ac3 80.f5 Ad4 81.Tb7 Ac3 82.Rh5 Ad4 83.Rh6 Ag7+ 84.Rh7 Ae5 85.g6+ Rf8 86.Txe7 1–0

### Partida 14: Steinitz-Zukertort, ½-½
C67 Apertura Española, Defensa Berlinesa
1.e4 e5 2.Cf3 Cc6 3.Ab5 Cf6 4.0–0 Cxe4 5.Te1 Cd6 6.Cxe5 Ae7 7.Ad3 0–0 8.Cc3 Cxe5 9.Txe5 c6 10.b3 Ce8 11.Ab2 d5 12.Df3 Af6 13.Te2 Cc7 14.Aa3 Te8 15.Tae1 Ce6 16.Ca4 Ad7 17.Cc5 Cxc5 18.Txe8+ Axe8 19.Axc5 b6 20.Aa3 Ad7 21.Dg3 c5 22.c3 Ae6 23.Ab2 Dd7 24.Ac2 Te8 25.h3 b5 26.d4 cxd4 27.cxd4 Tc8 28.Ad3 Af5 29.Axf5 Dxf5 30.Dg4 Dxg4 31.hxg4 a6 32.Te3 b4 33.g3 a5 34.Rf1 a4 35.bxa4 Ta8 36.Te1 Txa4 37.Ta1 Rf8 38.Re2 Re7 39.Rd3 Ta6 40.a3 bxa3 41.Txa3 Txa3+ 42.Axa3+ Rd7 43.Af8 Re8 44.Ad6 g6 45.Ae5 Ad8 46.Ag7 h5 47.gxh5 gxh5 48.Ae5 Rd7 ½–½

### Partida 15: Zukertort-Steinitz, ½-½
D50 - Gambito de Dama, Gambito Danés-Peruano
1.d4 d5 2.c4 e6 3.Cc3 Cf6 4.Ag5 c5 5.cxd5 exd5 6.Axf6 gxf6 7.e3 Ae6 8.Db3 Dd7 9.Ab5 Cc6 10.e4 0–0–0 11.exd5 Axd5 12.Cxd5 Dxd5 13.Dxd5 Txd5 14.Axc6 bxc6 15.dxc5 Axc5 16.Cf3 Te8+ 17.Rf1 Ab6 18.g3 Tf5 19.Rg2 Te2 20.Thf1 Txb2 21.a4 Tc5 22.Cg1 Th5 23.Ta3 Rb7 24.Ch3 Ad4 25.Te1 Te5 26.Td1 c5 27.Tf3 Tee2 28.Tf1 Tb6 29.Cf4 Ta2 30.Cd5 Te6 31.Cf4 Td6 32.Tb1+ Rc6 33.Tb8 Txa4 34.Th8 Ta2 35.Txh7 a5 (Seguramente, moviendo el peón c daría más problemas para el blanco, ya que puede ir a c2 sin ningún problema) 36.Txf7 a4 37.h4 Td7 38.Txd7 Rxd7 39.h5 Re7 40.h6 Rf7 41.h7 Rg7 42.Ce6+ Rxh7 43.Cxd4 cxd4 44.Td3 Tb2 45.Txd4 a3 46.Ta4 a2 47.g4 Rg6 48.Rg3 Rf7 49.f4 ½–½

### Partida 16: Steinitz-Zukertort, 1-0
C65 - Apertura Española, Defensa Berlinesa
1.e4 e5 2.Cf3 Cc6 3.Ab5 Cf6 4.d3 d6 5.c3 g6 6.d4 Ad7 7.Cbd2 Ag7 8.dxe5 Cxe5 9.Cxe5 dxe5 10.De2 0–0 11.Ad3 De7 12.f3 Ac6 13.Cb3 a5 14.Ae3 Cd7 15.h4 a4 16.Cd2 h6 17.h5 g5 18.Cf1 Cc5 19.Ac2 Tfd8 20.Cg3 Ad7 21.0–0–0 c6 22.Td2 Ae6 23.Cf5 Axf5 24.exf5 Txd2 25.Dxd2 Cd7 26.g4 Cf6 27.Ae4 Td8 28.Dc2 Cd5 29.Af2 b5 30.a3 Af8 31.Td1 Db7 32.c4 bxc4 33.Dxc4 Tb8 34.Td2 Cb6 35.Dc3 Cd5 36.Dc4 Cb6 37.Dd3 Ae7 38.Tc2 Cd5 39.Dc4 Axa3 40.bxa3 Db1+ 41.Rd2 Td8 42.Axd5 Txd5+ 43.Re3 Tb5 44.Dxc6 Tb3+ 45.Re2 Rh7 46.f6 Tb2 47.Txb2 Dxb2+ 48.Rf1 Dxa3 49.De8 1–0

### Partida 17: Zukertort-Steinitz, ½–½
|       |    |       |       |       |       |       |       |    |  |
|       | a8 | b8 rd | c8    | d8 qd | e8 rd | f8    | g8 kd | h8 |  |
| a7    | b7 | c7    | d7    | e7 bd | f7 pd | g7    | h7 pd |    |  |
| a6    | b6 | c6    | d6    | e6 bd | f6    | g6    | h6    |    |  |
| a5 pd | b5 | c5 pl | d5    | e5    | f5 pd | g5    | h5    |    |  |
| a4 nl | b4 | c4    | d4 nd | e4 pd | f4    | g4    | h4    |    |  |
| a3 pl | b3 | c3    | d3 pd | e3 pl | f3 pl | g3 pl | h3    |    |  |
| a2    | b2 | c2    | d2 nl | e2    | f2    | g2 bl | h2 pl |    |  |
| a1 rl | b1 | c1 ql | d1    | e1    | f1 rl | g1 kl | h1    |    |  |
|       |    |       |       |       |       |       |       |    |  |

D55 - Gambito de Dama, Variante 6. Cf3 (transposición)
1.d4 d5 2.c4 e6 3.Cc3 Cf6 4.Ag5 Ae7 5.Cf3 0–0 6.e3 dxc4 7.Axc4 Cbd7 8.0–0 c5 9.De2 h6 10.Ah4 Cb6 11.dxc5 Axc5 12.Tfd1 Cbd7 13.e4 Ae7 14.e5 Ce8 15.Ag3 Db6 16.a3 a5 17.Tac1 Cc5 18.Af4 Ad7 19.Ae3 Ac6 20.Cd4 Td8 21.Cdb5 Txd1+ 22.Txd1 Axb5 23.Cxb5 Dc6 24.b4 axb4 25.axb4 Cd7 26.Cd4 De4 27.Cxe6 Cxe5 28.Cxf8 Cxc4 29.Cd7 Axb4 30.Dd3 Dg4 31.h3 De6 32.Tb1 Cxe3 33.Dxe3 (33.Txb4! es mejor, ya que gana el peón b7) 33...Dxd7 34.Txb4 Dd1+ 35.Rh2 Dd6+ 36.Df4 Rf8 37.Dxd6+ Cxd6 38.Rg3 Re7 39.Rf4 Re6 40.h4 Rd5 41.g4 b5 42.Tb1 Rc5 43.Tc1+ Rd5 44.Re3 Cc4+ 45.Re2 b4 46.Tb1 Rc5 47.f4 Ca3 48.Tc1+ Rd4 49.Tc7 b3 50.Tb7 Rc3 51.Tc7+ Rd4 52.Tb7 Rc3 ½–½

### Partida 18: Steinitz-Zukertort, 1-0
C65 - Apertura Española, Defensa Berlinesa
1.e4 e5 2.Cf3 Cc6 3.Ab5 Cf6 4.d3 d6 5.c3 g6 6.d4 Ad7 7.Cbd2 Ag7 8.dxe5 Cxe5 9.Cxe5 dxe5 10.De2 0–0 11.f3 a5 12.Ad3 De7 13.Cf1 Ae6 14.g4 Tfd8 15.h4 Dd7 16.Ac2 h5 17.g5 Ce8 18.Ce3 Dc6 19.c4 Cd6 20.Ad3 Tab8 21.Cd5 Axd5 22.cxd5 Dd7 23.Ad2 Ta8 24.Tc1 c6 25.Tc5 cxd5 26.Txd5 Da4 27.a3 b6 28.Ac3 De8 29.Df2 Cc8 30.Ab5 De7 31.Txd8+ Dxd8 32.0–0 Ca7 33.Ac4 Cc6 34.Ad5 Tc8 35.f4 Dd7 36.f5 Ce7 37.Aa2 gxf5 38.exf5 Af8 39.Df3 e4 40.Dxh5 1–0

### Partida 19: Zukertort-Steinitz, 0-1
D53 - Gambito de Dama, Variante 4...Ae7 5. Cf3
1.d4 d5 2.c4 e6 3.Cc3 Cf6 4.Ag5 Ae7 5.Cf3 0–0 6.c5 b6 7.b4 bxc5 8.dxc5 a5 9.a3 d4 10.Axf6 gxf6 11.Ca4 e5 12.b5 Ae6 13.g3 c6 14.bxc6 Cxc6 15.Ag2 Tb8 16.Dc1 d3 17.e3 e4 18.Cd2 f5 19.0–0 Te8 20.f3 Cd4! 21.exd4 Dxd4+ 22.Rh1 e3 23.Cc3 Af6 24.Cdb1 d2 25.Dc2 Ab3 26.Dxf5 d1D 27.Cxd1 Axd1 28.Cc3 e2 29.Taxd1 Dxc3 0–1

### Partida 20: Steinitz-Zukertort, 1-0
|       |       |       |       |       |       |       |       |       |  |
|       | a8 rd | b8    | c8    | d8    | e8 kd | f8    | g8    | h8 rd |  |
| a7 pd | b7 pd | c7 pd | d7 bd | e7 bd | f7    | g7 pd | h7 pd |       |  |
| a6    | b6    | c6    | d6    | e6    | f6 pd | g6    | h6 nd |       |  |
| a5    | b5    | c5    | d5 pl | e5    | f5 nd | g5    | h5    |       |  |
| a4    | b4    | c4    | d4    | e4 nl | f4 bl | g4 qd | h4    |       |  |
| a3    | b3    | c3    | d3 bl | e3    | f3 nl | g3 pl | h3    |       |  |
| a2 pl | b2 pl | c2 pl | d2    | e2    | f2    | g2 kl | h2    |       |  |
| a1 rl | b1    | c1    | d1    | e1 ql | f1    | g1    | h1 rl |       |  |
|       |       |       |       |       |       |       |       |       |  |

C25 - Apertura Vienesa, Gambito Vienés
1.e4 e5 2.Cc3 Cc6 3.f4 exf4 4.d4 d5? (Ahora se sabe que esa jugada es incorrecta. 4...Dh4+ 5.Re2 d6! 6.Cf3 Ag4 simplemente contrarresta el juego blanco) 5.exd5 Dh4+ 6.Re2 De7+ 7.Rf2 Dh4+ 8.g3! (Esta jugada evita las tablas por triple repetición) 8...fxg3+ 9.Rg2 Cxd4 10.hxg3 Dg4 11.De1+ Ae7 12.Ad3 Cf5 13.Cf3 Ad7 14.Af4 f6 15.Ce4 Cgh6?? 16.Axh6 Cxh6 17.Txh6! gxh6?? 18.Cxf6+ Rf7 19.Cxg4 1–0